# Niklaus Schilling
Niklaus Franz Josef Schilling (* 23. April 1944 in Basel; † 6. Mai 2016 in Berlin) war ein Schweizer Filmregisseur, Kameramann, Filmeditor und Drehbuchautor.

## Leben und Werk
Schilling ist ein wichtiger Vertreter des deutschen Autorenfilms. Thematisch wie technologisch gilt er als ungewöhnlich experimentierfreudig. In seinen Filmen definiert der gebürtige Schweizer eine ganz eigene und jedes Mal andere Perspektive auf Deutschland. (u. a. Rheingold, Der Willi-Busch-Report, Der Westen leuchtet!, Die blinde Kuh)

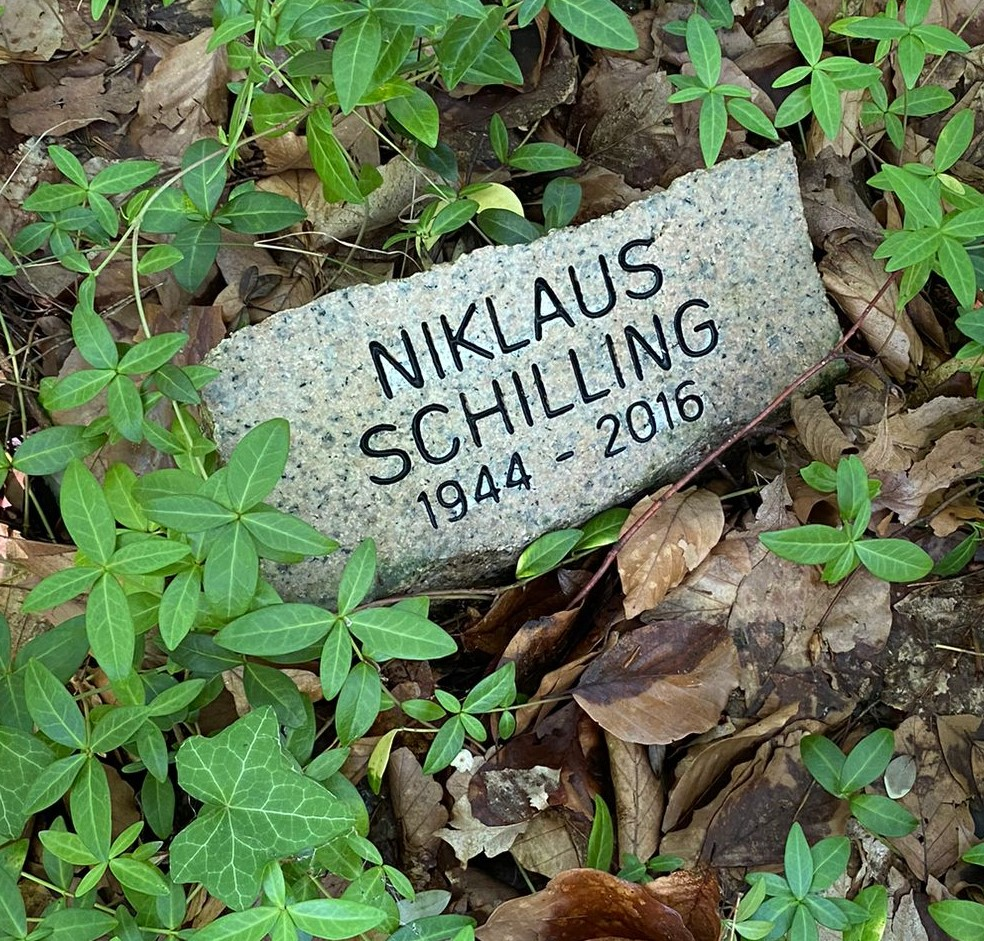
Grabstein auf dem Südwestkirchhof Stahnsdorf

Der Sohn eines Bankbeamten wurde römisch-katholisch erzogen. Schon in früher Kindheit war er von den aufwendig inszenierten Gottesdiensten fasziniert – ein Spiel der Farben und Formen, der Symbole… „Meine ersten gravierenden Film-Erlebnisse fanden bei sonntäglichen Missionsfilm-Vorführungen in den beginnenden 50er-Jahren statt. Nicht selten riß oder brannte dabei der Film: ein unglaubliches Erlebnis…“ Mittelschule, Kunstgewerbeschule Basel – legendärer Bauhaus-Vorkurs. 1960–1963 Lehre als (Schaufenster-)Dekorateur in einem Warenhaus. Trotz anfänglich großer moralischer Skrupel kann sich Schilling dem Sog des Kinos bald nicht mehr entziehen: Er sieht einen Film nach dem anderen, von À bout de souffle bis Dr. No. Mit einer kleinen Erbschaft Erwerb einer 8 mm-Filmausrüstung inklusive Tonbandgerät, erste Experimente. 1962 entstehen so Reinigungsanlage II und in Zusammenarbeit mit seinem älteren Bruder (Alfons Schilling) Cosmos Action Painting. Anstellung als „Assistent für Alles“ bei einer Filmproduktion für Industrie und Werbung in Zürich. Kameraassistent, Fernseh-Reportagen als Kameramann für ITN und ABC. (u. a. „100 Jahre Erstbesteigung des Matterhorns“) Begegnung mit Vlado Kristl.
Im November 1965 übersiedelte er nach München. Kurze Zeit Produktions-Assistenz bei Kruse-Film (=HB-Männchen!) Zusammentreffen mit der sogenannten (informellen) Münchner Gruppe. (Klaus Lemke, Rudolf Thome, Max Zihlmann u. a.) Kameramann bei Filmen von Lemke, Thome, Gosov, May Spils, Jean-Marie Straub u. a. Dabei fand eine arbeitsteilige Kooperation mit Hubs Hagen statt, der für die Kamera-Bewegungen zuständig war, während Schilling vor allem das Licht einrichtete. 1971 war Nachtschatten seine erste Regie eines abendfüllenden Spielfilms, der ohne jegliche Fördermittel mit Hilfe eines Finanziers produziert wurde und bei dem Schilling anschließend auch die Verleiharbeit mitübernahm. („Auf der Suche nach einem Publikum.“) Begegnung mit Douglas Sirk. Nachdem insbesondere das geplante Melodram Pianoforte zweimal wenige Wochen vor Drehbeginn gescheitert war, konnte er Die Vertreibung aus dem Paradies erst fünf Jahre später realisieren. Seit 1968 arbeitete Schilling mit der Schauspielerin Elke Haltaufderheide (auch Elke Hart) zusammen, deren Produktionsfirma Visual-Film seine Spielfilme produzierte. Seit 1981 experimentierte Schilling intensiv mit den Einsatzmöglichkeiten der Videotechnik für den Kino-Spielfilm. 1986 erfolgte der Aufbau eines „Studios für das elektronische Bild“. Niklaus Schilling lebte von 1991 bis zu seinem Tod in Berlin.
Über den Max-Ophüls-Preisträger Schilling und seine bevorzugten Motive „Grenze“ und „Bewegung“ notierte Peter W. Jansen: Grenze bedeutet für Schilling und ist in seinen Filmen immer auch etwas anderes als die zwischen Staaten, Sprachen, Gesinnungen. Grenzen sind auch zwischen Tag und Nacht, Leben und Kino, Außen und Innen, Realität und Phantasie, starrer Einstellung und Travelling, Ort und Zeit, Szene und Fahrt. Und immer geht es auch hier darum, Grenzen zu überschreiten, zu überwinden und aufzulösen. Deshalb sind seine Filme so konsequent und besessen wie kaum andere von der Bewegung bestimmt, leben und atmen mit ihr, sind in doppeltem Sinne bewegte Bilder, in und mit denen viel gereist und gefahren wird.
Niklaus Schilling wurde auf dem Südwestkirchhof Stahnsdorf beigesetzt.

## Filme (Auswahl)
- 1965: Verlorene Stunden
- 1968: Einsamer Morgen
- 1968: Bengelchen liebt kreuz und quer (Kamera)
- 1971: Nachtschatten
- 1976: Die Vertreibung aus dem Paradies
- 1977: Rheingold
- 1979: Der Willi-Busch-Report
- 1981: Zeichen & Wunder
- 1981: Der Westen leuchtet!
- 1983: Die Frau ohne Körper und der Projektionist
- 1985: Dormire
- 1986: Unter 4 Augen
- 1989: Der Atem
- 1992: Deutschfieber
- 1995: Die blinde Kuh